# Moviment Nacional (Luxemburg)
El Moviment Nacional (LLNB) (en luxemburguès: National Bewegong, en francès: Mouvement National, en alemany: National Bewegung) fou un partit polític d'ultradreta de Luxemburg.
El Moviment Nacional va saltar a la fama com a resultat de les eleccions legislatives i europees del 1989, quan estava sota la direcció de Pierre Peters. A les eleccions europees, va registrar un 2.9% dels vots a nivell nacional.
Les últimes eleccions que va disputar van ser les legislatives i europees el 12 de juny de 1994. Van succeir quan en aquest moment hi havia una ona d'atacs indiscriminats, racistes neonazis i manifestacions a Luxemburg, que van suggerir al Moviment Nacional que podria aprofitar per guanyar algun escó a la Cambra de Diputats. Tanmateix, a les eleccions nacionals i europees, la seva participació en el vot va caure, el partit no va poder guanyar ni un escó en cap de les eleccions, i es va dissoldre ràpidament.